# 잭 맥도널드

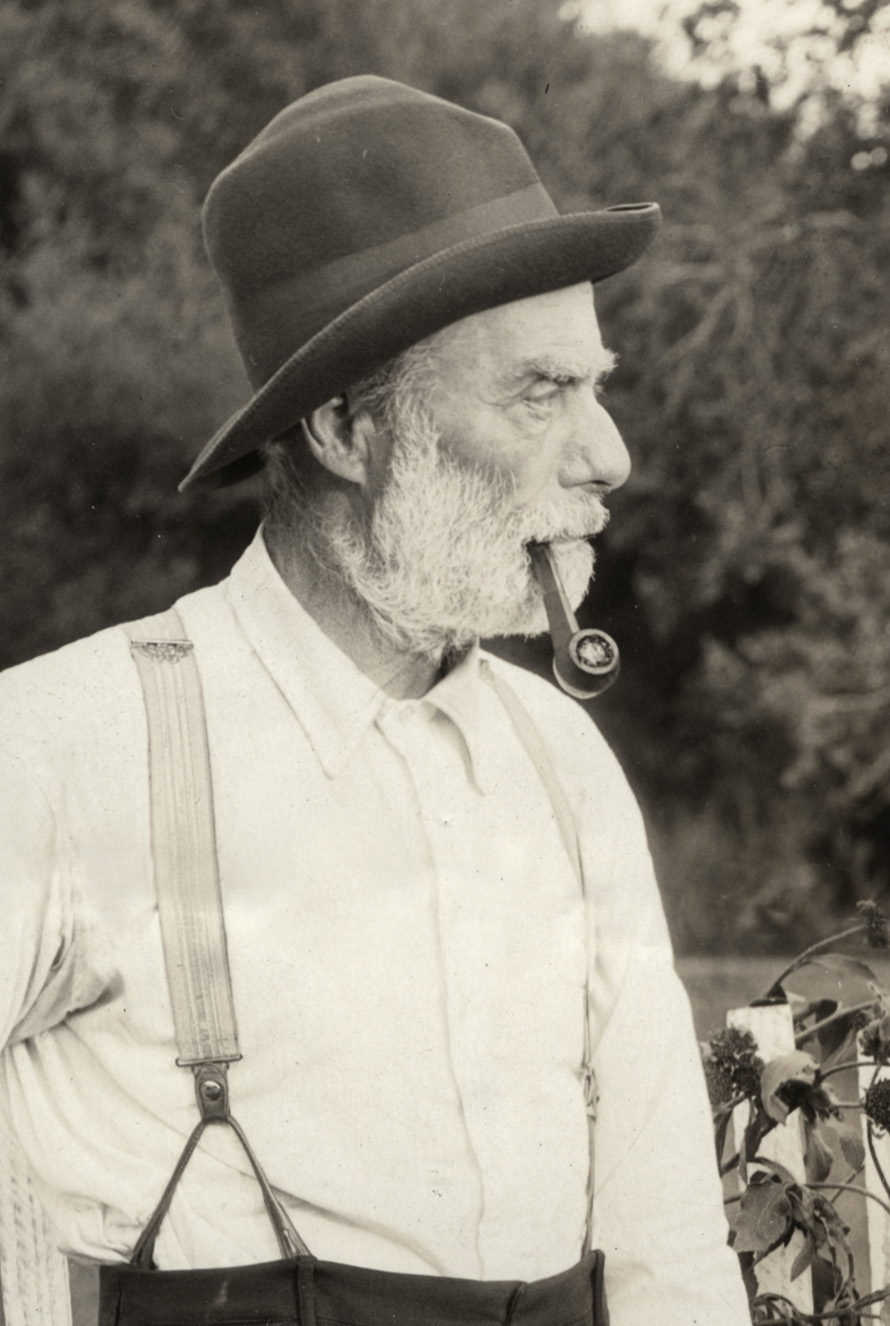

잭 맥도널드(Jack McDonald, 1880년 9월 17일 ~ 1962년 1월 1일)는 미국의 배우, 영화배우이다.
샌프란시스코에서 태어났으며 새크라멘토에서 사망하였다.

## 영화
- 사랑의 축포 (1988년)
- 쇼 보트 (1929년)
- 스물더링 파이어스 (1925년)
- 돈 큐 - 조로의 아들 (1925년)
- 탐욕 (1925년)
- 더 그레이트 리디머 (1920년)
- 라스트 모히칸 (1920년)
- 써니브룩 농장의 레베카 (1917년)